# ZNF74
ZNF74‏ (Zinc finger protein 74) هوَ بروتين يُشَفر بواسطة جين ZNF74 في الإنسان.